# Düsseldorfer Ruderverein 1880
Der Düsseldorfer Ruderverein 1880 ist der älteste Ruderverein in Düsseldorf. Der Sportverein, der das Rudern als Breitensport pflegt und besonders im Wanderrudern erfolgreich ist, zählt rund 170 aktive Mitglieder und ist im Deutschen Ruderverband organisiert. Sein Bootshaus liegt am Rheinkilometer 737,8 im Düsseldorfer Stadtteil Hamm.

## Geschichte
Der spätere Düsseldorfer Großkaufmann und Fabrikbesitzer Carl Hugo Erbslöh (1858–1938), weitgereister Spross der bergischen Unternehmerfamilie Erbslöh, hatte das Rudern in London auf der Themse und in Zürich auf dem Zürichsee kennengelernt. Nachdem er auf dem Rhein zunächst einen Nachen ausprobiert hatte, beschaffte er sich 1879 vom Kölner Ruder-Klub (von 1877) das Ruderboot „Hecht“, einen gebrauchten Vierer, und begann – zusammen mit seinen Freunden Wilhelm Wallrabe, Anton Richard und Theodor Eichmann – am stadtseitigen Ufer des Düsseldorfer Rheinknies, damals „Neustädter Bucht“ genannt, mit dem sportlichen Rudern.

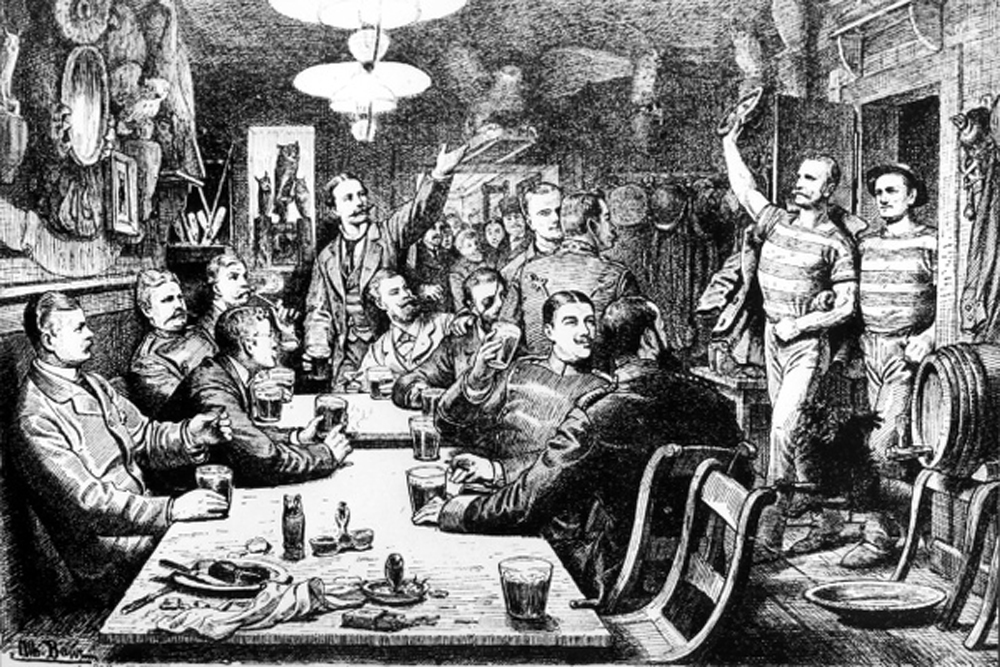
In der „Uel“, Illustration des Vereinslebens in der Gaststätte Zur Uel auf der Ratinger Straße 16 in Düsseldorf, Albert Baur, 1882

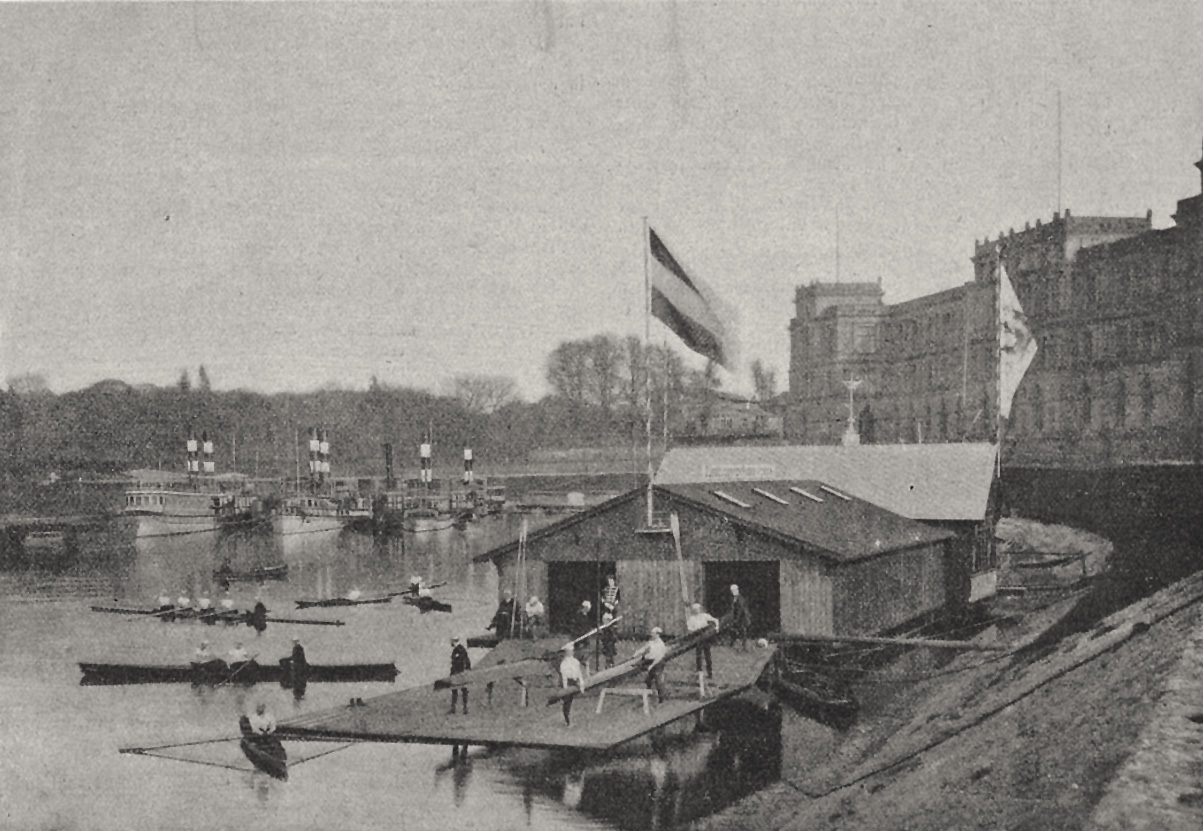
Blick auf den Sicherheitshafen mit Ruderverein 1880 an der Kunstakademie, vor 1897

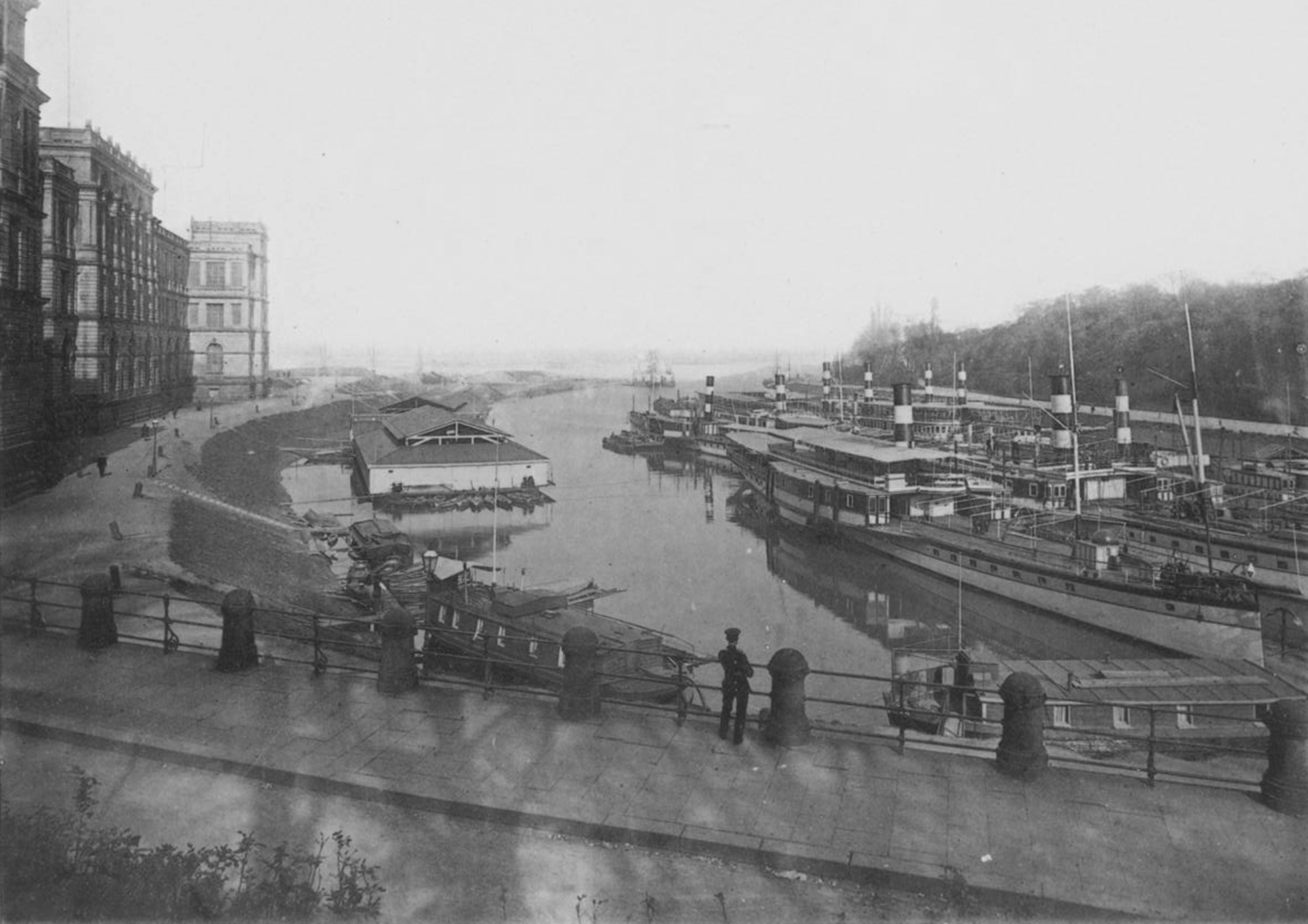
Sicherheitshafen vor Beginn der Zufüllarbeiten im Frühjahr 1897 mit Hausboot des Vereins (links)

Am 7. Mai 1880 gründeten sie den Düsseldorfer Ruderverein. Als Treffpunkt nutzten sie die „Uel“ in der Ratinger Straße 16, eine auch von Düsseldorfer Malern frequentierte Gaststätte in der Düsseldorfer Altstadt. Am Ufer der „Neustädter Bucht“ errichteten sie 1880 auf Tonnen als Pontons ihr erstes Bootshaus, das sie – ebenso wie das Übungsboot „Möwe“ – von einem Weseler Ruderverein für 1200 Mark erworben hatten. Der Verein, der im Frühjahr 1881 das vierruderige Auslegerboot mit festem Sitz namens „Blitz“ erwarb, erfreute sich großen Zulaufs, gerade auch von Offizieren und Einjährig-Freiwilligen der Düsseldorfer Garnison, von Referendaren und Assessoren der höheren Verwaltungsbehörden sowie von Angehörigen der Kunstakademie Düsseldorf, unter ihnen Karl Woermann, der erste Ehrenvorsitzende des Vereins.
Am 6. September 1881 wurde das Bootshaus in den Sicherheitshafen überführt, an das der Kunstakademie gegenüberliegende Ufer an der „Schönen Aussicht“. 1882 war die Ruderflotte auf acht Vereinsboote und sechs Privatboote angewachsen. 1883 wurde nach Plänen des Architekten Hermann Görres für rund 12.000 Mark ein neues und größeres Bootshaus im Sicherheitshafen am Ufer der Kunstakademie erbaut. Das auf großen Pontons schwimmende Gebäude verfügte über eine Veranda mit bis zu 30 Sitzplätzen und einen 21 Quadratmeter großen Gesellschaftsraum, der mit Gemälden Düsseldorfer Maler ausgestaltet war, u. a. der Darstellung einer „Ruderregatta“ von Frederick Vezin und der Allegorie „Vater Rhein im Canoe von Nixen überrascht“ von Peter von Krafft. 1882/1883 gehörte der Verein zu den Rudervereinen, die zum 18. Mai 1883 den Deutschen Ruderverband konstituierten. Im Frühjahr 1884 trat der Düsseldorfer Ruderverein dem Mittelrheinischen Regattaverband bei. Um sich in der Technik des Ruderns zu vervollkommnen, wurde 1884 und 1885 der englische Trainer Charles Brightwell engagiert. Diese Bemühungen trugen Früchte: 1887 gewann der auf 118 Mitglieder angewachsene Düsseldorfer Ruderverein alle sechs Regatten, an dem er teilnahm, so dass der Deutsche Ruderverband in seiner Startliste vom 13. Oktober 1887 feststellte, dass kein anderer deutscher Ruderverein in diesem Jahr so erfolgreich gewesen war.
Eine Besonderheit des Rudervereins war der hohe Anteil von Malern unter seinen Mitgliedern. Neben Frederick Vezin, der als Rudertrainer fungierte, wies das Mitgliederverzeichnis 1887 folgende Maler aus:
| - Ernest Crofts - Hans Dahl - Carl Friedrich Daubenspeck - Themistokles von Eckenbrecher - Henry Enfield - Robert von Engelhardt - George von Haast - Sophus Jacobsen - Harry Jochmus - Joachim von Knobloch | - Peter von Krafft - Fritz Neuhaus - August Neven Du Mont - Hermann Emil Pohle - Ernst Roeber - Carl von Schlicht - Robert von Steiger - Eduard Stourton - Max Volkhart - Hans Wislicenus |

Weitere, später Bekanntheit erlangende Mitglieder des Rudervereins waren Erich von Flügge, Theodor von Guérard, Karl Hammacher, Hugo Haniel (1854–1896), Emil Hartwich, Hermann Heydweiller, Eduard Liesegang, Ernst Pfeffer von Salomon (1856–1923), Max Pfeffer von Salomon (1854–1918), Louis Piedboeuf (1874–1956), Albert Poensgen, Carl Rudolf Poensgen, Ernst Roeting, Max von Sandt, Ernst Schiess, Hermann Schmincke, Max Trinkaus und Eugen Wolff.
Ehe Ende des 19. Jahrhunderts der Sicherheitshafen zum Bau der Oberkasseler Brücke zugeschüttet wurde, fand der Verein an der „Golzheimer Insel“, am heutigen Robert-Lehr-Ufer (vormals Hofgartenufer) in Höhe des Kunstpalastes, südlich des Rheinparks Golzheim, ein neues Domizil. Bei Eintritt in das 20. Jahrhundert war der Verein auf 150 Mitglieder angewachsen. Eine Trainingsmannschaft wurde formiert, die erfolgreich an den Regatten auf Lahn und Rhein teilnahm und viele Siegespokale nach Düsseldorf brachte. In den 1920er Jahren hatte Ernst Poensgen den Vorsitz. Ab Ende der 1930er Jahre öffnete sich der Verein auch für die Aufnahme von weiblichen Mitgliedern. Der Düsseldorfer Damenruderverein wurde mit dem Düsseldorfer Ruderverein verschmolzen. Nachdem das am Rheinpark Golzheim liegende schwimmende Bootshaus in den letzten Tagen des Zweiten Weltkriegs zerstört worden war, erfolgte der Umzug des Vereins nach Düsseldorf-Hamm in ein auf festem Grund an Land stehendes Bootshaus, das bis 1950 nach Plänen von Ingo Beucker errichtet wurde. Am 17. Januar 1961 änderte der Verein seinen Namen in Düsseldorfer Ruderverein 1880.